# Нежинский сельский округ
Нежинский сельский округ (каз. Нежин ауылдық округі) — административная единица в составе района имени Габита Мусрепова Северо-Казахстанской области Казахстана. Административный центр — село Нежинка.
Население — 3321 человек (2009, 3704 в 1999, 4248 в 1989).

## История
Нежинский сельский совет образован 17 января 1928 года. 24 декабря 1993 года решением главы Кокчетавской областной администрации образован Нежинский сельский округ.
В состав сельского округа были включены территории ликвидированных Буденновского (сёла Будённое и Куприяновка), Западного сельских советов (село Западное — современный аул Токсан би) и части Червонного сельского совета (село Ефимовка). Село Жыланды было ликвидировано 26.09.2002.

## Состав
В состав округа входят такие населенные пункты:
| Населенный пункт  | Население, человек (1989) | Население, человек (1999) | Население, человек (2009) |
| ----------------- | ------------------------- | ------------------------- | ------------------------- |
| Будённое, село    | 970                       | 908                       | 808                       |
| Ефимовка, село    | 524                       | 464                       | 405                       |
| Жыланды, село     | 95                        | -                         | -                         |
| Куприяновка, село | 107                       | 110                       | 58                        |
| Нежинка, село     | 1400                      | 1409                      | 1253                      |
| Токсан би, аул    | 1152                      | 813                       | 797                       |